# Sopot (Servië)
Sopot (Servisch: Сопот) is een gemeente binnen het Servische hoofdstedelijke district Belgrado.
Sopot telt 21.390 inwoners (2002) op een oppervlakte van 271 km².

## Plaatsen in de gemeente
- Babe
- Guberevac
- Drlupa
- Dučina
- Đurinci
- Mala Ivanča
- Mali Požarevac
- Nemenikuće
- Parcani
- Popović
- Ralja
- Rogača
- Ropočevo
- Sibnica
- Slatina
- Sopot
- Stojnik

Barajevo · Čukarica · Grocka · Lazarevac · Mladenovac · Novi Beograd · Obrenovac · Palilula · Rakovica · Savski Venac · Sopot · Stari Grad · Surčin · Voždovac · Vračar · Zemun · Zvezdara